# Sandhamn (Karlskrona)
Pour les articles homonymes, voir Sandhamn.
Sandhamn est un village de la commune de Karlskrona, dans le comté de Blekinge, dans le sud-est de la Suède.